# Гапшіма
Гапшіма (рос. Гапшима) — село Акушинського району, Дагестану Росії.
Населення — 1659 (2015).

## Населення
За даними перепису населення 2002 року в селі мешкало 1582 особи. В тому числі 739 (46,71 %) чоловіків та 843 (53,29 %) жінки.
Переважна більшість мешканців — даргинці (100 % від усіх мешканців). У селі переважає гапшиминска мова.
У 1959 році в селі проживало 807 осіб.